# Thước

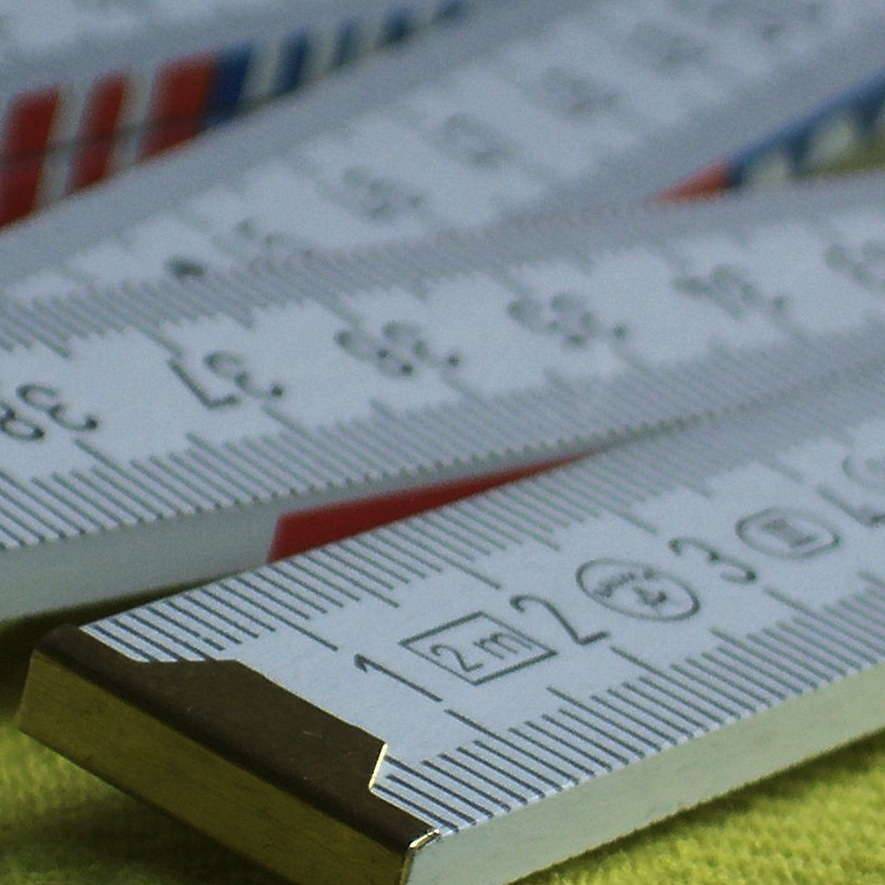
Thước kim loại

Thước (tiếng Anh: ruler) là công cụ đo lường chính xác đến từng mm, dùng để vẽ, đo chiều dài, chiều cao, góc... Sử dụng nhiều trong đời sống hằng ngày.

## Phân loại

### Thước đochiều dài

#### Thước thẳng (thước kẻ)

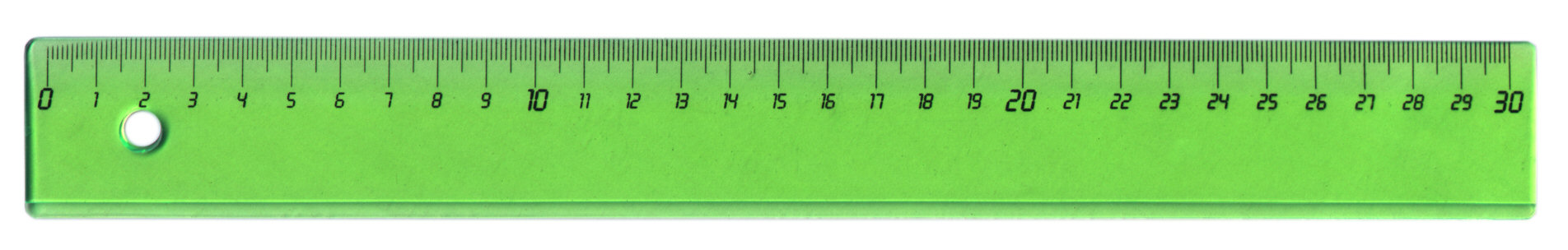
Thước thẳng

Thước thẳng được chế tạo từ nhựa dẻo hay bằng kim loại. Sử dụng nhiều trong học tập, cơ khí, vẽ các bảng kĩ thuật, xây dựng, vẽ tranh..., dùng để đo dộ dài và kích thước của một vật. Trên thước có vạch, các vạch cách nhau 1 mm để đo độ dài chi tiết hơn. Có vài loại thước còn gắn thêm đo chiều dài bằng inch
| Thông số (cm) | Lx W x D    | Khối lượng (g) |
| 15            | 175x15x0.5  | 10             |
| 30            | 335x25x1.0  | 65             |
| 60            | 640x30x1.2  | 180            |
| 100           | 1050x35x1.5 | 425            |
| 150           | 1565x40x2.0 | 950            |
| 200           | 2065x40x2.0 | 1250           |
| 300           | 3065x40x3.0 | 2865           |

Các loại thước thẳng

#### Thước cuộn (thước dây)

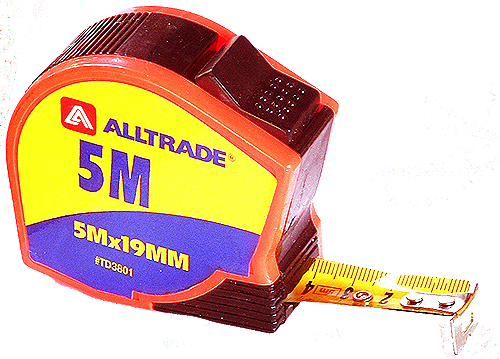
Thước cuộn

Thước cuộn (thước lá) được chế tạo bằng thép, hợp kim, ít co giãn, không gỉ. Có khả năng kéo ra và cuộn lại nhờ có lò xo bên trong. Ngày nay, thước cuộn có khả năng bật ra và bật lại mà không cần tay để mà kéo ra. Trên thước có vạch, các vạch cách nhau 1 mm, thường được dùng trong lĩnh vực xây dựng.
| Chiều rộng (mm) | Chiều dài (m) | Khối lượng (g) | Loại       |
| 13              | 2             | 70             | Không khóa |
| 16              | 3.5           | 128            | Không khóa |
| 19              | 5.5           | 205            | Không khóa |
| 22              | 5.5           | 256            | Không khóa |
| 19              | 5.5           | 215            | Có khóa    |
| 22              | 5.5           | 256            | Có khóa    |
| 19              | 5.5           | 215            | Có khóa    |

Các loại thước cuộn

#### Thước kẹp

Thước kẹp

Thước cặp là loại thước chuyên dụng trong các ngành kỹ thuật như cơ khí, ô tô..., thước được chế tạo bằng thép hợp kim không gỉ (Inox) có độ chính xác cao (0,1 đến 0,05 nm). Dùng để đo đường kính trong lẫn đường kính ngoài, chiều sâu lỗ...

#### Thước đo góc (thước đo độ)
Thước có hình bán nguyệt dùng để đo góc trong nhiều lĩnh vực. Phạm vi đo từ 0° đến 180°(đối với thước đo góc thông thường) hoặc >180°(đối với thước đo góc vạn năng).

#### Thước kẻ vuông (thước eke vuông, thước vuông)
Thước kẻ vuông làm bằng hợp kim, dùng để đo góc vuông. Sử dụng để vẽ bảng kĩ thuật, vạch dấu trong ngành cơ khí...
| Chiều dài 2 cạnh (cm) | Lx W x D (mm)    | Khối lượng (g) |
| 50                    | 523(270)x20x20   | 240            |
| 30                    | 323(161.5)x20x20 | 144            |

#### Thước eke

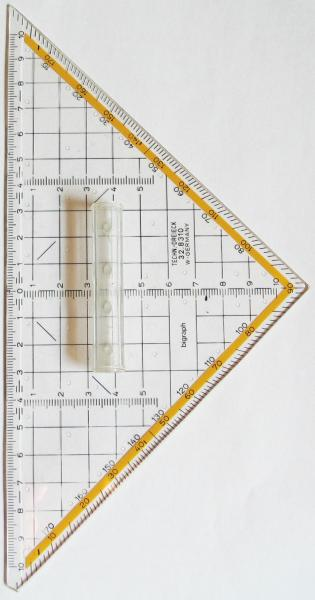
Eke

Thước eke làm bằng nhựa dẻo hoặc kim loại dùng nhiều trong học tập của học sinh và thầy cô. Có vài loại thước còn gắn thêm đo chiều dài bằng inch. Ghi số góc ở 2 góc còn lại là 30o và 60o hoặc 2 góc bằng 45o.

#### Thước đo góc vạn năng
Thước đo góc vạn năng sử dụng một thước đo góc và một cây thước thẳng được gắn với nhau sao cho thước đo góc di chuyển được trong thước thẳng. Thước đo góc vạn năng có độ chính xác cao nhất. Muốn xác định trị số thực của góc ta dùng loại thước này.

### Thước vẽ hình học
Có các loại thước vẽ hình học:
- Thước parabol
- Thước elip
- Thước vẽ hình tròn
- Thước cong
- Thước khuôn vẽ